# Сигети, Золтан
Золтан Сигети (венг. Szigeti Zoltán; 17 декабря 1932, Будапешт — 12 мая 2009, Мельбурн) — венгерский гребец-каноист. Участник летних Олимпийских игр 1956 года, чемпион мира 1954 года.

## Биография
Золтан Сигети родился 17 декабря 1932 года в венгерском городе Будапешт.
Выступал в соревнованиях по гребле на байдарках и каноэ за будапештский МТК.
В 1954 году завоевал золотую медаль на чемпионате мира в Маконе. Сборная Венгрии, за которую также выступали Имре Вадьоцки, Ласло Ковач и Ласло Надь, победила в соревнованиях байдарок-четвёрок на дистанции 1000 метров.
В 1956 году вошёл в состав сборной Венгрии на летних Олимпийских играх в Мельбурне. Выступая вместе с Имре Вадьоцки, в соревнованиях байдарок-двоек занял в полуфинале последнее, 5-е место, показав результат 4 минуты 0,3 секунды, уступив 2 секунды попавшим в финал с 3-го места Мирославу Емелке и Рудольфу Клабоуху из Чехословакии.
После Олимпиады отказался возвращаться в Венгрию и поселился в Австралии. Работал главным тренером клуба гребли на каноэ «Фэйрфилд». Подопечные Сигети успешно выступали на гребных регатах штата Виктория. 
Умер 12 мая 2009 года в австралийском городе Мельбурн.